# Lourdes Mohedano
Lourdes Mohedano Sánchez de Mora (Córdova, 17 de junho de 1995) é uma ginasta espanhola que compete em provas de ginástica rítmica, medalhista olímpica nos Jogos do Rio de Janeiro, em 2016.

## Carreira
López começou na prática da ginástica rítmica aos 6 anos e durante sua carreira como juvenil treinou inicialmente no club Navial e, posteriormente, no Club Liceo, ambos de Córdova, até ser convocada para competir pela seleção espanhola em 2008.
Participou dos Jogos Olímpicos de 2012, em Londres, ao lado de Loreto Achaerandio, Sandra Aguilar, Elena López, Alejandra Quereda e Lidia Redondo, equipe que terminou em quarto lugar na final com 54,950 pontos, apenas 0,5 ponto atrás da Itália, medalhista de bronze. Representou a Espanha também em Campeonatos Mundiais, onde ganhou o bicampeonato no evento de 10 maças em 2013 e 2014, a medalha de bronze no conjunto de 3 bolas e 2 fitas, em 2013, e no grupo geral em 2015.
Disputou pela segunda vez os Jogos Olímpicos no Rio de Janeiro, em 2016, onde fez parte do grupo espanhol que conquistou a medalha de prata por equipes junto com Artemi Gavezou e as remanescentes de 2012 Aguilar, López e Quereda. Após terminarem em primeiro lugar nas qualificatórias, as espanholas acabaram sendo superadas pela Rússia na final (35,766 pontos), mas obtendo a primeira medalha para a Espanha na ginástica rítmica desde 1996.
Desde de 2017 não está mais na ginástica rítmica competitiva, passando a aparecer em outras áreas como modelo, atriz e triatlo amador, além de se formar em gestão esportiva.